# Волонга (Ненецкий автономный округ)
Во́лонга — деревня в Заполярном районе Ненецкого автономного округа России. Входит в состав Пешского сельсовета.
Основана в 1939 году в устье одноимённой реки. Деревня находится в пограничной зоне.

## Население
| 2002 | 2010 |
| ---- | ---- |
| 46   | ↘35  |

Численность населения деревни, по данным Всероссийской переписи населения 2010 года, составляла 35 человек.

## Экономика
Основное занятие населения — рыболовство. Рыболовецкий участок СПК РК «Заполярье».

## Инфраструктура
ФАП, один магазин, электростанция.